# Reliant Regent
Der  Reliant Regent ist ein kleiner dreirädriger Lieferwagen, der von der Reliant Motor Company in Tamworth (England) von 1950 bis 1956 als Nachfolger des ähnlich ausgelegten Reliant Van gebaut wurde.
Die Wagen hatten einen Leiterrahmen aus Rechteck-Stahlrohren, in den eine an Blattfedern aufgehängte, angetriebene Hinterachse eingehängt war. Vorne waren die beiden Längsträger nach oben gebogen und stützten sich auf ein einzelnes Vorderrad, das an einer Parallelogrammgabel mit  Tonnen-Schraubenfeder aufgehängt war. Dieses Vorderrad wurde über ein Lenkrad gelenkt.
Dahinter saß der wassergekühlte, seitengesteuerte Reihenvierzylindermotor, der vom Motor des Austin Seven abgeleitet war. Aus 747 cm³ Hubraum bezog er 17 bhp (12,5 kW), die über ein angeschlossenes Vierganggetriebe mit Mittelschaltung und eine kurze Kardanwelle an das Hinterachsdifferenzial weitergeleitet wurden. Alle drei Räder waren mit mechanischen Trommelbremsen versehen. Anstatt der Drahtspeichenräder des Vorgängers hatte der Regent als erster Reliant gelochte Stahlscheibenräder.
Je nach Einsatzgebiet gab es verschiedene Aufbauten, von der viersitzigen Motorrikscha mit Stoffdach über Pritschenwagen mit Stahl-Führerhaus bis zu geschlossenen Liefer- und Verkaufswagen mit Ganzstahlkarosserie. Stets aber schaute die Motorradgabel mit dem Vorderrad, dem Frontschutzblech und dem einzelnen, lenkerfesten Scheinwerfer vorne aus dem Führerhaus heraus.
Außer dem „großen“ Regent mit ca. 10 cwt (500 kg) Nutzlast gab es auch noch eine kleinere Ausführung namens Reliant Prince Regent, die von 1952 bis 1954 angeboten wurde.
Vom Regent entstanden in sieben Jahren 2.953 Stück, der Prince Regent wurde in drei Jahren nur 247 mal gebaut. 1956 ersetzen Nutzfahrzeugausführungen des Regal die beiden kleinen Lieferwagen.